# 319
Правління Костянтина Великого у Римській імперії. У Китаї править династія династія Цзінь, в Японії триває період Ямато. У Персії править династія Сассанідів.
На території лісостепової України Черняхівська культура. У Північному Причорномор'ї готи й сармати.

## Події
- Костянтин Великий забороняє розлучати сім'ї при продажі рабів.
- Християнство запроваджено в Колхіді.
- Патріарх Александрійський Олександр звинувачує Арія в єресі. Починається розкол церкви щодо аріанства.

## Померли
- Гхатоткача — імператор Імперії Гуптів
- Теодор Стратилат